# Александер Ћеланд
Александер Ћеланд (Alexander Lange Kielland; Ставангер, 18. фебруар 1849 – Берген, 6. април 1906) представник је реализма у норвешкој књижевности. Заједно са Хенриком Ибcеном, Бјернстјерне Бјернсоном и Јунасом Лиом спада у такозвану „велику четворку“, групу најзначајнијих књижевника 19. века у Норвешкој. Његово књижевно стваралаштво прожето је огорченошћу због друштвених неправди, надмености грађанске класе и њеног лажног морала, као и лицемерја цркве. Због тога се сматра да је он један од књижевника који се најконсеквентније држао захтева на коме се темељи реализам – изношења проблема на расправу.

## Биографија

### Породица и образовање
Александер Ћеланд је рођен 18. фебруара 1849. године у Ставангеру. Потицао је из угледне грађанске породице која се генерацијама уназад бавила трговином. Јенс Ћеланд, његов отац, поседовао је трговачку радњу Јакоб Ћеланд и син. Кити Ћеланд, његова старија сестра, била је позната сликарка. Завршио је латинску школу у Ставангеру, а потом је студирао права. Дипломирао је 1871. године. 

### Каснији живот и смрт
Годину дана након дипломирања Ћеланд се оженио Беатом Рамсланд, са којом је имао четворо деце. Свог првог и јединог сина добили су 1873. године. Назвали су га Јенс, по деди, а он је касније и сам постао писац. Убрзо након женидбе Ћеланд је купио циглану надомак Ставангера. Био је пријатељски настројен према запосленима и настојао је да им побољша услове рада. Такође, ту је стекао вредна искуства која ће касније искористити у својим делима. Потребу за писањем ипак је ставио на прво место. Оставивши посао у циглани, жену и троје деце иза себе, 1878. године отпутовао је у Париз да опроба свој књижевни таленат. Током боравка у Паризу писао је кратке путописе и новеле, које је слао у Норвешку и који су објављивани у часопису Dagbladet.Касније је писао романе и драме у којима је критиковао тадашње друштво. Бјернсон и Ли су се од 1885. године залагали за то да Ћеланд добије плату коју су у то време добијали истакнути писци. Међутим, норвешка скупштина је неколико пута одбила њихов предлог, а Бјернсон се одрекао своје плате у знак протеста. У пероду 1886–1888. Ћеланд је поново живео у Француској. По повратку у Норвешку преузео је место уредника новина Stavanger Avis, а 1891. године постао је градоначелник Ставангера. Пред крај живота имао је проблема са сном, концентрацијом и памћењем, а имао је и дијабетес. Умро је 6. априла 1906. године у бергенској болници, али је сахрањен у Ставангеру.  

## Књижевни рад

### О делима
Свој књижевни рад Александер Ћеланд започео је писањем путописа и новела, али је славу стекао захваљујући својим романима. У Копенхагену се упознао са Георгом и Едвардом Брандесом и одмах након тога је почео да пише свој први роман Garman & Worse, објављен 1880. године. Он представља сатиричну приповест о разлици између „старог“ и „новог“ времена, односно о променама у друштву око 1880. године. Овај колективни роман је драматизован 1883. године уз помоћ Едварда Брандеса. Роман Skipper Worse повезан је са романом Garman & Worse, али се радња враћа у прошлост и то у период око 1840. године. У оба романа заступљен је културноисторијски приказ Ставангера и они се сматрају класицима. Радош Косовић је 2018. године превео роман Skipper Worse (срп. Капетан Воше) и то је једино дело Александера Ћеланда које је преведено на српски. У романима Еlse. En julefortælling, Sne и Sankt Hans Fest, који је екранизован 1947. године, обрађени су проблеми везани за цркву, а пре свега њен конзервативизам и лицемерје. У образовном роману Gift критиковао је класично образовање, а у његовом наставку Fortuna, екранизованом 1993. године, критиковао је предузећа због начина пословања које се заснивало на преварама и проневери новца. Роман Bettys Formynder бави се проблемима која се тичу права жена. Ћеланд је за себе говорио да жели да пише о болести друштва и сматрао је да реализам не треба да представља стварност онакву каква јесте, већ да побуди очајање које би довело до промене. Његов последњи роман Јаcob објављен је 1891, а екранизован је 1940. године.

### Утицај
На његово стваралаштво највише су утицали: Џон Стјуарт Мил, Серен Кјеркегор, Георг Брандес, Хајнрих Хајне и Чарлс Дарвин. Ћеланд је желео да пише филозофска дела по угледу на Џона Стјуарта Мила и Серена Кјеркегора. Идеја изношења проблема на расправу потекла је од Георга Брандеса, а под утицајем теорије еволуције Чарлса Дарвина природа се посматрала као место борбе за опстанак, а и сам живот се често представљао као тешка борба.

### Дела
- Paa Hjemveien, драма, 1878.
- Novelletter, новеле, 1879.
- Nye Novelletter, новеле, 1880.
- For Scenen. Tre Smaastykker, 1880.
- Hans Majestæts Foged, драма, 1880.
- Garman & Worse, роман, 1880.
- Else. En Julefortælling, роман, 1881.
- Arbeidsfolk, роман, 1881.
- Skipper Worse, роман, 1882.
- To Novelletter fra Danmark, новеле, 1882.
- Gift, роман, 1883.
- Fortuna, роман, 1884.
- Sne, роман, 1886.
- Tre par, драма, 1886.
- Sankt Hans Fest, роман, 1887.
- Bettys Formynder, драма, 1887.
- Professoren, драма, 1888.
- Jacob, роман, 1891.
- Mennesker og Dyr, збирка кратких прича, 1891.
- Omkring Napoleon, биографија, 1905.